# Абаран
Абара̀н (на испански: Abarán) е град в автономна област Мурсия, Испания. Населението му е 13 000 души (2024).

## География
Разположен е на левия бряг на река Сегура. На 5 km северозападно от града обратно по течението на реката е съседният град Сиеса, а на около 40 km по течението на река Сегура в югозападна посока е провинциалният център град Мурсия. 